# الوسائل التقنية الوطنية للتحقق
الوسائل التقنية الوطنية للتحقق هي تقنيات مراقبة مثل التصوير عبر الأقمار الصناعية، وتستخدم للتحقق من الالتزام بالمعاهدات الدولية. ظهر المفهوم أولًا بشكل غير مفصّل في معاهدة الحد من الأسلحة الاستراتيجية بين الولايات المتحدة والاتحاد السوفييتي. عكس المفهوم في البداية القلق من انزعاج الاتحاد السوفييتي بشكل خاص من إدراك الجمهور لقدرة التصوير بالأقمار الصناعية التي كان يمنعها، يغطي المصطلح مجموعة متنوعة من تقنيات المراقبة في الوقت الحالي، وتشمل التقنيات المستخدمة في المعاهدة الأولى للحد من الأسلحة الاستراتيجية بين الولايات المتحدة والاتحاد السوفيتي.
واصل المفهوم الظهور في المفاوضات اللاحقة لتحديد الأسلحة. يحتوي التحقق على العديد من تخصصات الاستخبارات التقنية، وذلك بالإضافة إلى المعلومات المقدمة بوضوح من جانب إلى آخر. تعد تقنيات القياس والتوقيع الذكي والتي يُعتبر العديد منها أساليب فنية غامضة بشكل خاص جزءًا هامًا للغاية من عملية التحقق.
تُعتبر التقنيات الموصوفة هنا حاسمة في العمل الشامل لمكافحة انتشار السلاح خارج المعاهدات. يمكنهم جمع معلومات عن الدول بأسلحة نووية معروفة أو مفترضة لم يُتفق عليها في معاهدة عدم انتشار الأسلحة النووية، كالهند وإسرائيل وكوريا الشمالية وباكستان. تُركز التقنيات في المقام الأول على الحد من الصواريخ والأسلحة النووية، وتتمسك المبادئ العامة بالتحقق من المعاهدات لمكافحة انتشار قدرات الحرب الكيميائية والبيولوجية كمبدأ «ثق ولكن تحقق».

## الاستخبارات التصويرية
تُخفي الاستخبارات التصويرية التي تستخدم الأقمار الصناعية (مثل كورونا الأمريكية وكي إتش-5) طائرة استطلاع قادرة على التحليق على ارتفاعات عالية وطائرات بدون طيار (مثل جلوبال هوك)، وأجهزة استشعار تنقل الطائرات المسموح بها بموجب معاهدة، وتعتبرها وسيلة أساسية للتحقق. يمكن أن يتطلب تنفيذ المعاهدة بروتوكولات محددة لتوضيح تفاصيل التعاون مع الاستخبارات التصويرية، وذلك مثل فتح أبواب صوامع الصواريخ في الأوقات المتفق عليها أو إجراء تعديلات على الطائرات القادرة على تسليم الأسلحة النووية، ويمكن تحديد هذه الطائرات في الصور الفوتوغرافية. توفر هذه الطرق عددًا حقيقيًا من مركبات التسليم، وذلك على الرغم من عدم قدرتهم على النظر إلى الداخل وعد الرؤوس الحربية أو القنابل.

## استخبارات القياس عن بعد
هي واحدة من الوسائل الوطنية للتحقق التقني المذكورة بشكل غير مفصل في هذه البيانات، ويمكن أن توفر معلومات قيمة عن الأداء الفعلي للصاروخ وخاصة وزنه، أي الحجم المحتمل لرؤوسه الحربية النووية. تتضمن لغة معاهدة الحد من الأسلحة الاستراتيجية بين الولايات المتحدة والاتحاد السوفييتي أحكامًا هامة لتعزيز التأكيد ضد الانتهاكات، فيتعهد الجانبان بعدم التدخل في الوسائل التقنية الوطنية للتحقق. يتفق البلدان أيضًا على عدم استخدام تدابير إخفاء متعمدة لإعاقة التحقق، وتشير لغة المعاهدة في جزء منها إلى اتفاقية تقنية لا تشفّر اختبار القياس عن بعد الاستراتيجي، فيؤدي هذا إلى إعاقة تحقق الاستخبارات التصويرية.

## الاستخبارات الجيوفيزيائية
يُعرّف دليل الجيش الأمريكي الميداني الاستخبارات الجيوفيزيائية  بأنها فرع من استخبارات القياس والتوقيع، وتنطوي على ظواهر منتقلة عبر الأرض (الأرض والمياه والغلاف الجوي) والهياكل التي صنعها الإنسان بما في ذلك الأصوات المنبعثة أو المنعكسة، وموجات الضغط والاهتزازات واضطرابات المجال المغناطيسي أو الأيونوسفير.

## استخبارات سيزمية (زلزالية)
يُعرِّف دليل الجيش الأمريكي الميداني 2- 0الاستخبارات السيزمية بأنها الجمع والقياس السلبي للموجات الزلزالية أو الاهتزازات في سطح الأرض. تستخدم الاستخبارات السيزمية علم الزلازل لتحديد موقع التجارب النووية وتوصيفها كجزء من عملية التحقق، وخاصةً التجارب تحت الأرض. يمكن لأجهزة الاستشعار الزلزالية أيضًا وصف الانفجارات التقليدية الكبيرة المستخدمة في اختبار المكونات شديدة الانفجار للأسلحة النووية.
قدم جورج كيستياكوفسكي «مبدأ العتبة» الذي يوازن بين الحاجة إلى الحد من الأسلحة وحقائق التحقق الزلزالي في عام 1960، وأشار إلى صعوبة مراقبة الغواصات الصاروخية، واقترح فكرة تركيز إستراتيجية الحد من الأسلحة على نزع السلاح بدلًا من عمليات التفتيش للتحقق، فيدفع ذلك الدول إلى إجراء تجارب نووية أو محاكاة نووية لحدث تفجيري دون مستوى الطاقة التي يمكن الكشف عنها بوساطة أجهزة استشعار الزلازل.
حُظِرت جميع التجارب النووية بموجب معاهدة الحظر الشامل للتجارب النووية (التي لم تدخل حيز التنفيذ)، ولكن هناك جدل حول ما إذا كانت منظمة معاهدة الحظر الشامل للتجارب النووية أو لجنتها التحضيرية قادرة على الكشف عن الأحداث الصغيرة بشكل كاف. لا تعترف معاهدة الحظر الشامل للتجارب النووية بمبدأ العتبة، وتفترض أن جميع الاختبارات قابلة للكشف.
يشعر المعارضون بالتوتر من قلق معارضي معاهدة الحظر الشامل للتجارب النووية بشأن قضية واحدة، تتعلق باحتمالية أن تكون الأسلحة النووية الأمريكية غير آمنة وغير موثوق بها كما ينبغي إذا لم تتعرض للاختبارات النووية. ستقيد المعاهدة الولايات المتحدة من تحديث الأسلحة وتطويرها، وسيكون من الممكن للدول الأخرى أن تغش دون أن تُكشف بسبب عدم التحقق من معاهدة الحظر الشامل للتجارب النووية.

## التفتيش في الموقع
اتفقت الولايات المتحدة وروسيا على أن يفحص المفتشون من الجانب الآخر المواقع التي قد تجري فيها تجارب نووية محظورة بحضورهم إليها في ظل ظروف خاضعة للرقابة، وربما أقل من عتبات الكشف الأخرى. تعمل هذه البرامج في الولايات المتحدة من قبل وكالة الدفاع لتقليل التهديد، والتي حلت محل وكالة التفتيش في الموقع.
لم تُطوَّر إجراءات التفتيش التي تُشبه تلك الخاصة بالأسلحة النووية للتعامل مع التهديدات الكيميائية والبيولوجية، وستتشكل نتيجة لذلك حاجة إلى تفتيش الموقع. تملك عمليات التصنيع الكيميائي والبيولوجي خصائص مزدوجة الاستخدام، فيمكن استخدامها بشكل مثالي لأغراض مدنية مشروعة. يعمل مدير وكالة الدفاع لتقليل التهديد بوظيفتين، فهو أيضًا رئيس لمركز مكافحة أسلحة الدمار الشامل، وهي وكالة تابعة للقيادة الاستراتيجية لوزارة الدفاع الأمريكية. تتعلق هذه المهمة أيضًا بمهمة مركز مكافحة الانتشار النووي.

## استخبارات المواد وأخذ العينات الجوية
تُنتِج التجارب النووية مثل الاختبارات تحت الأرض التي تخرج إلى الغلاف الجوي غبارًا نوويًا يشير إلى حدوث عمل نووي، وتُميز التكنولوجيا المستخدمة ومصدر الجهاز من خلال التحليل الكيميائي الإشعاعي للنويدات المشعة في السقوط. على سبيل المثال؛ سيكون لجهاز الانشطار النووي النقي منتجات نووية مختلفة عن جهاز الانشطار المقوّى، والذي بدوره يختلف عن أنواع مختلفة من الأجهزة النووية الحرارية.
إن أحد الأمثلة في العالم الحقيقي هي مراجعة كيفية استخدام مستويات الزينون الجانبية للتمييز فيما إذا كان يمكن أخذ عينات الهواء من اختبار كوري شمالي أو اختبار في الغلاف الجوي أو تسريب من اختبار تحت الأرض، وذلك لتحديد ما إذا كانت القنبلة نووية، وما إذا كان الأول هو البلوتونيوم أو اليورانيوم العالي التخصيب.

## دراسة حالة: التخصصات المتعددة الاستخبارات التي تميز الاختبارات النووية في الغلاف الجوي
اختبرت فرنسا سلاحها النووي الأول في 13 فبراير عام 1960 في الجزائر. لم يكن ذلك مفاجئًا لأن العديد من مصادر الاستخبارات الأمريكية وأساليبها كانت تتبع البرنامج منذ أن بدأت فرنسا في أخذ الأسلحة النووية بعين الاعتبار في عام 1946.
نقلت فرنسا نطاق تجاربها إلى الجزر الفرنسية في أرخبيل توياموتو في غرب المحيط الهادئ بعد الاستقلال الجزائري. تضمنت سيناريوهات المراقبة النموذجية للاختبارات في عامي 1968 و1970 استخبارات اتصالات وكالة الأمن القومي التي تؤكد أن الاختبار الفرنسي كان وشيكًا.